# Volturino
Volturino är en ort och kommun i provinsen Foggia i regionen Apulien i Italien. Kommunen hade 1 679 invånare (2017).